# His Wife's Allowance
His Wife's Allowance è un cortometraggio muto del 1916 diretto da David Smith.

## Produzione
Il film fu prodotto dalla Vitagraph Company of America.

## Distribuzione
Distribuito dalla General Film Company, il film - un cortometraggio in una bobina - uscì nelle sale cinematografiche statunitensi l'8 dicembre 1916. Venne distribuito anche in Danimarca l'11 agosto 1919 con il titolo Hans Kones Lommepenge.